# Rushell Clayton
Pour les articles homonymes, voir Clayton.
Rushell Clayton (née le 18 octobre 1992) est une athlète jamaïcaine, spécialiste du 400 mètres haies. Elle est médaillée de bronze mondiale en 2019 à Doha et en 2023 à Budapest.

## Biographie

### Première médaille de bronze mondiale (2019)
Médaillée de bronze du 400 m haies et du 4 × 100 m aux championnats NACAC 2014, Rushell Clayton se distingue en 2019 en devenant championne de Jamaïque du 400 m haies, dans le temps de 54 s 73. Le 21 juillet de la même année, elle remporte sa première épreuve de Ligue de diamant, le 400 m du London Grand Prix, en portant son record à 54 s 16.
Le 3 octobre 2019, aux championnats du monde de Doha elle termine à la troisième place du 400 m haies dans le temps de 53 s 74, nouveau record personnel. Elle accompagne sur le podium les deux Américaines Dalilah Muhammad et Sydney McLaughlin.

### Deuxième médaille de bronze planétaire (2023)
La Jamaïcaine glane une deuxième médaille de bronze planétaire en 2023 à Budapest, quatre ans après la première, en établissant un nouveau record personnel en 52 s 81. Elle échoue à plus d'une seconde de la première, la Néerlandaise Femke Bol, et seulement à un centième de la deuxième, l'Américaine Shamier Little.
En 2024 elle remporte les championnats de Jamaïque en battant son record personnel en 52 s 51 et se qualifie pour les Jeux olympiques, où elle prend la 5e place.

## Palmarès
| Date | Compétition           | Lieu             | Résultat | Épreuve     | Temps   |
| ---- | --------------------- | ---------------- | -------- | ----------- | ------- |
| 2019 | Championnats du monde | Doha             | 3e       | 400 m haies | 53 s 74 |
| 2023 | Championnats du monde | Budapest         | 3e       | 400 m haies | 52 s 81 |
| 2023 | Ligue de diamant      | Ligue de diamant | 3e       | 400 m haies | 53 s 56 |
| 2024 | Jeux olympiques       | Paris            | 5e       | 400 m haies | 52 s 68 |

## Records
| Épreuve     | Temps   | Lieu     | Date         |
| ----------- | ------- | -------- | ------------ |
| 400 m haies | 52 s 51 | Kingston | 28 juin 2024 |